# Friedenskirche (Glogau)

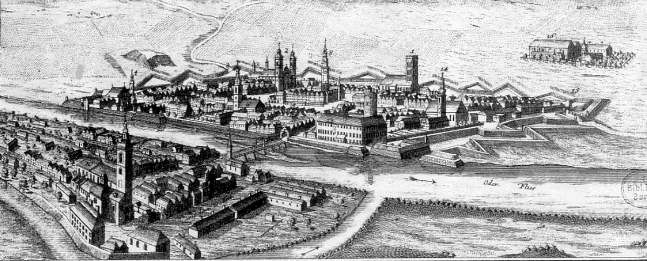
Glogau im 17. Jahrhundert, die Friedenskirche liegt außerhalb der Stadt (rechts oben)

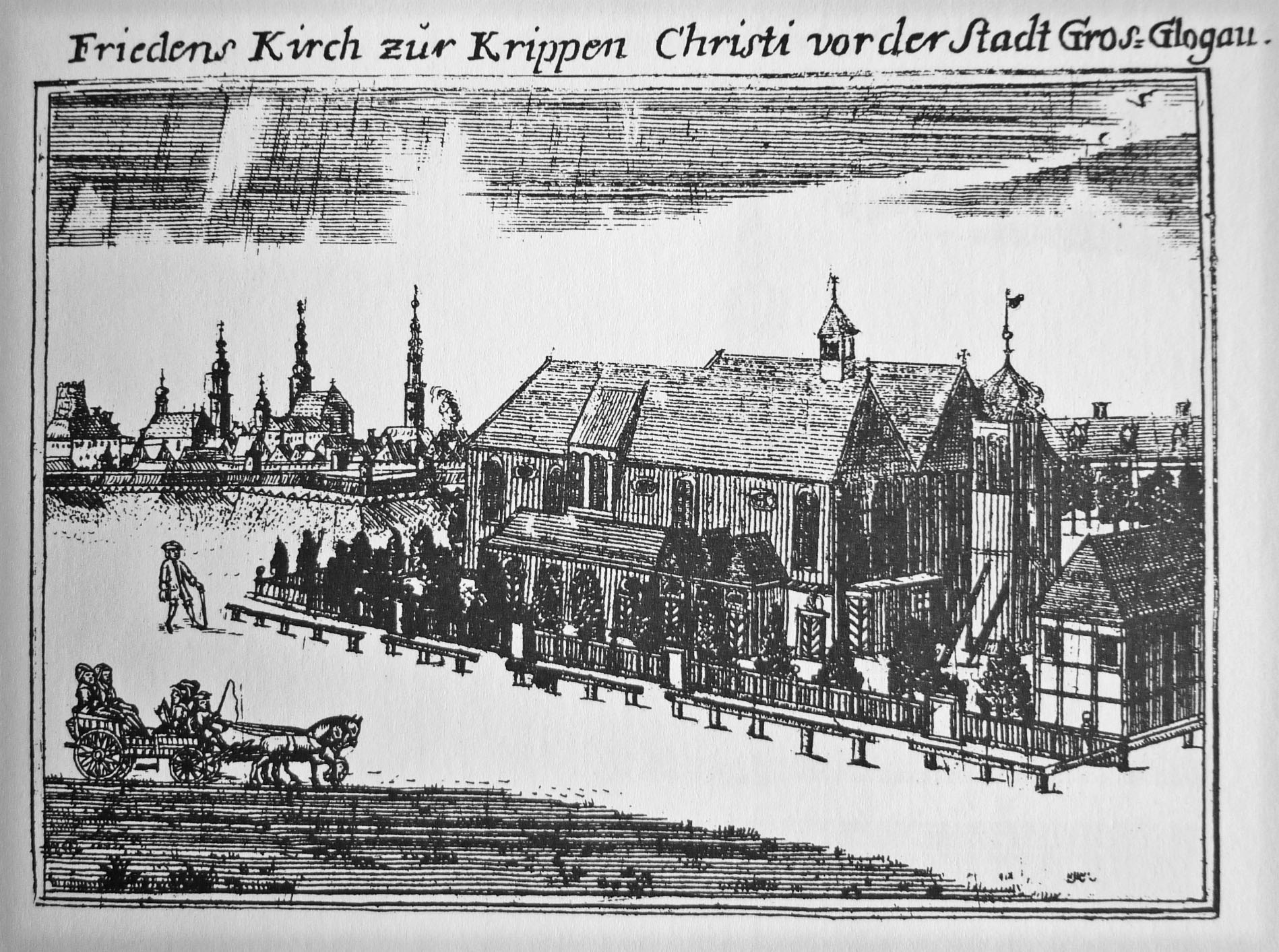
Zweite Friedenskirche „Zur Krippen Christi“

Die Friedenskirche Glogau (polnisch Kościół Pokoju w Głogowie) war eine evangelische Kirche in Glogau im Herzogtum Glogau in Schlesien (seit 1945: Głogów, in der Woiwodschaft Niederschlesien in Polen).

## Geschichte
Zu den Beschlüssen des Westfälischen Friedens im Jahr 1648 gehörte die Erlaubnis, für die schlesischen Protestanten drei Friedenskirchen zu errichten, und zwar in Glogau, Schweidnitz und Jauer. Allerdings mussten einige Bedingungen erfüllt werden: Steine und Ziegel waren als Baumaterial verboten, nur Holz, Lehm und Stroh durften verwendet werden. Die Kirchen mit Türmen oder Glocken zu versehen war ebenfalls nicht gestattet. Als Standorte kamen nur Plätze außerhalb der Stadtmauern in Frage. Die Bauzeit durfte die Dauer eines Jahres nicht überschreiten. Die Baukosten hatte die Gemeinde zu tragen.
Die erste Glogauer Friedenskirche „Hütte Gottes“ (polnisch Boża Strzecha) wurde nach 1648 errichtet und 1652 geweiht. Sie diente als evangelische Pfarrkirche für die Glogauer Altstadt. Nach dem Einsturz von 1654 wurde sie wieder errichtet und im Jahr 1655 als Kirche „Zur Krippen Christi“ erneut eingeweiht. Bei einem großen Stadtbrand im Jahr 1758 wurde sie zerstört.
Als Ersatz entstand 1764–1772 die Kirche zum „Schifflein Christi“ innerhalb der Stadtmauern von Glogau.